# Friedrich Zelnik
Friedrich Zelnik est un réalisateur, scénariste, acteur et producteur de cinéma, né le 17 mai 1895 à Czernowitz en Bucovine, alors en Autriche-Hongrie, aujourd'hui Tchernivtsi en Ukraine, et mort le 29 novembre 1950 à Londres. Il fut une personnalité importante du cinéma muet allemand, et termina sa carrière en Grande-Bretagne, après avoir fui le nazisme.

## Biographie
Friedrich Zelnik est né dans une famille juive de Czernowitz, à l'époque en Autriche-Hongrie. Après des études à Vienne, Zelnik travaille comme acteur dans les théâtres de Nuremberg, Aix-la-Chapelle, Worms, Prague et Berlin. En 1914, il commence une carrière cinématographique comme acteur, puis en 1915, se lance dans la production et dans la réalisation. En 1918, il épouse une danseuse de ballet polonaise Lya Mara, et tourne par la suite des films avec elle. En 1920, il crée son propre studio, le Zelnik-Mara-Film GmbH, et devient célèbre en Allemagne. Plusieurs de ses collaborateurs, comme la caméraman Frederik Fuglsang et le producteur André Andrejew sont aujourd'hui considérés comme des artistes importants du cinéma muet allemand.
Zelnik est le premier réalisateur européen qui a post-synchronisé un film, Der rote Kreis en 1929. En 1930, il voyage à Hollywood, et à son retour, tourne son premier film parlant.
Lorsqu’Adolf Hitler prend le pouvoir en 1933, il s'enfuit pour Londres avec son épouse. Il tourne plusieurs films en France, en Grande-Bretagne et aux Pays-Bas, et prend la nationalité britannique.
Il meurt à Londres, en 1950.

## Filmographie partielle

### Comme réalisateur
- 1917 : Die Krone von Kerkyra - Liebe und Haß einer Königstochter
- 1917 : Das große Los
- 1917 : Klein Doortje
- 1917 : Edelweiß
- 1918 : Nachtschatten
- 1918 : Gänseliesel
- 1918 : Die Verteidigerin
- 1918 : Durchlaucht Hypochonder
- 1919 : Maria Evere
- 1919 : Margarete. Die Geschichte einer Gefallenen
- 1919 : Manon. Das hohe Lied der Liebe
- 1919 : Die Erbin des Grafen von Monte Christo
- 1919 : Die Damen mit den Smaragden
- 1919 : Das Haus der Unschuld
- 1919 : Das Fest der Rosella
- 1919 : Charlotte Corday
- 1919 : Anna Karenina
- 1920 : Spiritismus
- 1920 : Kri-Kri, die Herzogin von Tarabac
- 1920 : Die Erlebnisse der berühmten Tänzerin Fanny Elßler
- 1921 : Fasching
- 1921 : Die Geliebte des Grafen Varenne
- 1921 : Miss Beryll... die Laune eines Millionärs
- 1921 : Aus den Memoiren einer Filmschauspielerin
- 1921 : Das Mädel von Picadilly, 2. Teil
- 1921 : Das Mädel von Picadilly, 1. Teil
- 1922 : Se. Exzellenz der Revisor
- 1922 : Lydia Sanin
- 1922 : Die Geliebte des Königs
- 1922 : Yvette, die Modeprinzessin
- 1922 : Graf Festenberg
- 1923 : Irene d'Or
- 1923 : Daisy. Das Abenteuer einer Lady
- 1924 : Nelly, die Braut ohne Mann
- 1924 : Das Mädel von Capri
- 1924 : Par ordre de la Pompadour
- 1925 : Die Venus von Montmarte
- 1925 : Athleten
- 1925 : Frauen, die man oft nicht grüßt
- 1925 : Briefe, die ihn nicht erreichten
- 1926 : Die Försterchristel
- 1926 : An der schönen blauen Donau
- 1926 : Der Veilchenfresser
- 1926 : Die lachende Grille
- 1927 : Der Zigeunerbaron
- 1927 : Les Tisserands
- 1927 : Das tanzende Wien
- 1928 : Heut tanzt Mariett
- 1928 : Mary Lou
- 1929 : Mon cœur est un jazz band
- 1929 : Der rote Kreis
- 1931 : Jeder fragt nach Erika
- 1931 : La Petite Amie de Sa Majesté (Die Försterchristl)
- 1931 : Walzerparadies
- 1932 : Ein süsses Geheimnis
- 1932 : La Danseuse de Sans-Souci (Die Tänzerin von Sans Souci)
- 1932 : Spione im Savoy-Hotel
- 1933 : Happy
- 1933 : C'était un musicien
- 1933 : Es war einmal ein Musikus
- 1933 : Valses impériales (Kaiserwalzer)
- 1934 : Mister Cinders
- 1936 : Southern Roses
- 1937 : The Lilac Domino
- 1938 : Vadertje Langbeen
- 1939 : Morgen gaat 't beter!
- 1939 : I Killed the Count

### Comme acteur
- 1915 : Arme Marie

### Comme producteur
- 1917 : Die Bettlerin von St. Marien d'Alfred Halm
- 1918 : Halkas Gelöbnis d'Alfred Halm